# Eddie's Archive
Eddie's Archive е бокс сет на британската хевиметъл група Iron Maiden. Кутията е направена като метална, а отгоре е нарисувана главата на Еди. В кутията има три двойни CD-та, родословно дърво на Iron Maiden и малка чашка. Родословното дърво е усъвременена версия на това от A Real Dead One от 1993 г. Първоначално Eddie's Archive е издаден в ограничен тираж, но поради голямото търсене впоследствие е преиздаден. В преиздадената версия вътрешната инкрустация не е в синьо, а в червено.